# Château de Massenon
Le château de Massenon est situé à Ahun dans le département de la Creuse et la région Nouvelle-Aquitaine.

## Historique
Le château a été construit en 1482, avec la permission de Pierre de Bourbon, comte de la Marche, par  Mathurin Barton de Montbas, seigneur du château de la Roche-Nozil.
La famille Barton a possédé ce château jusqu'à la Révolution française en 1789.

## Architecture

Château de Massenon
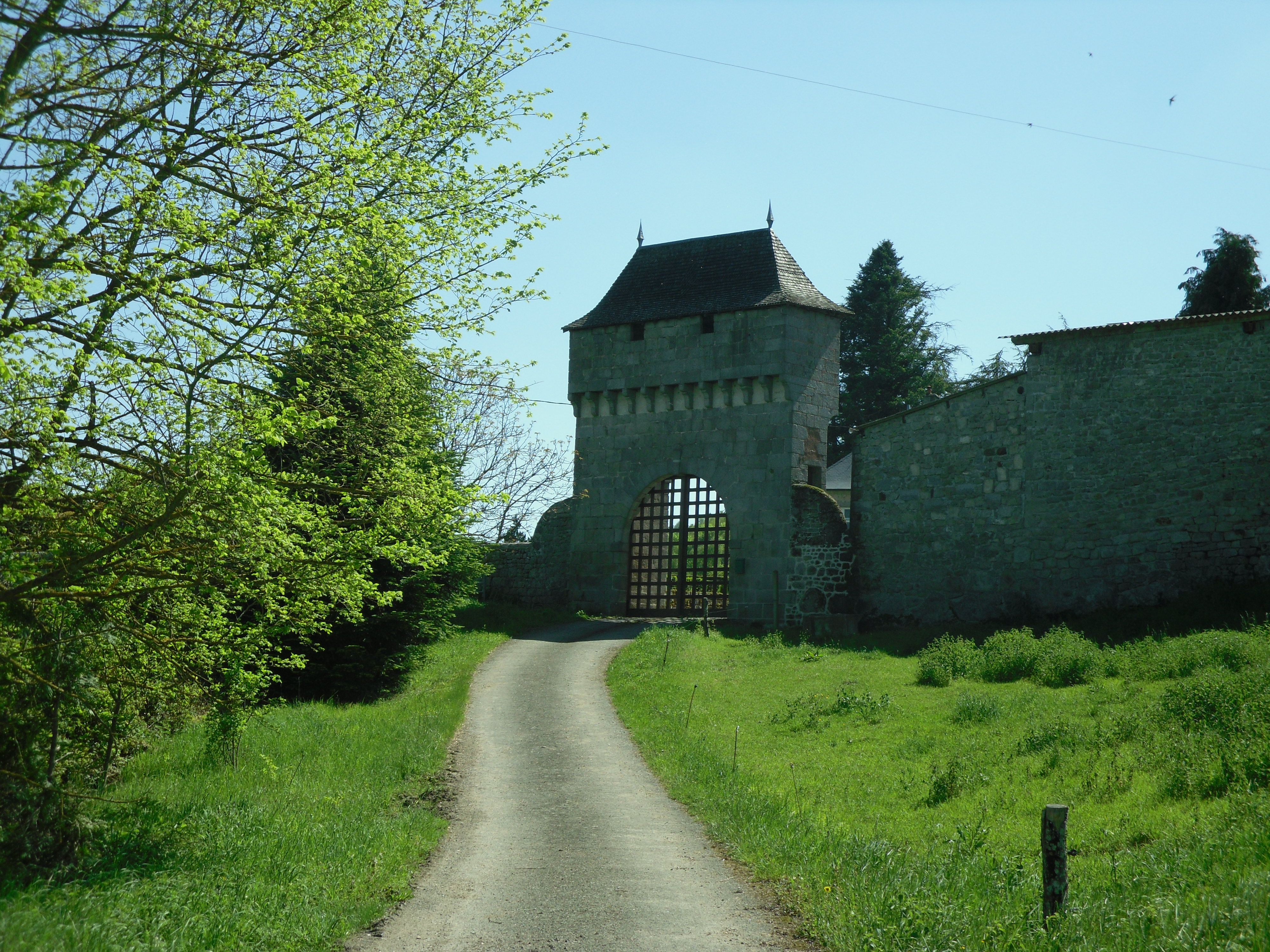
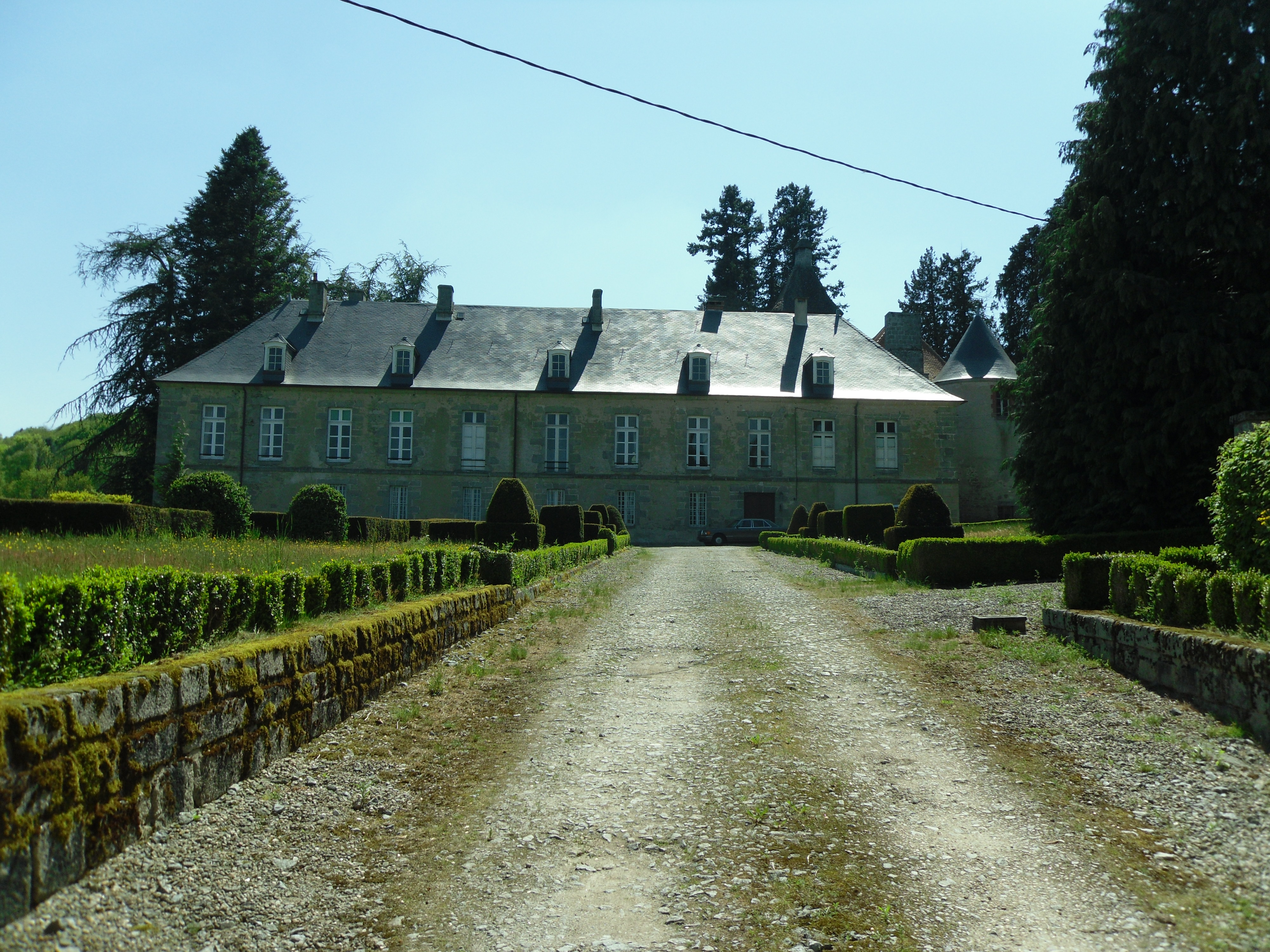
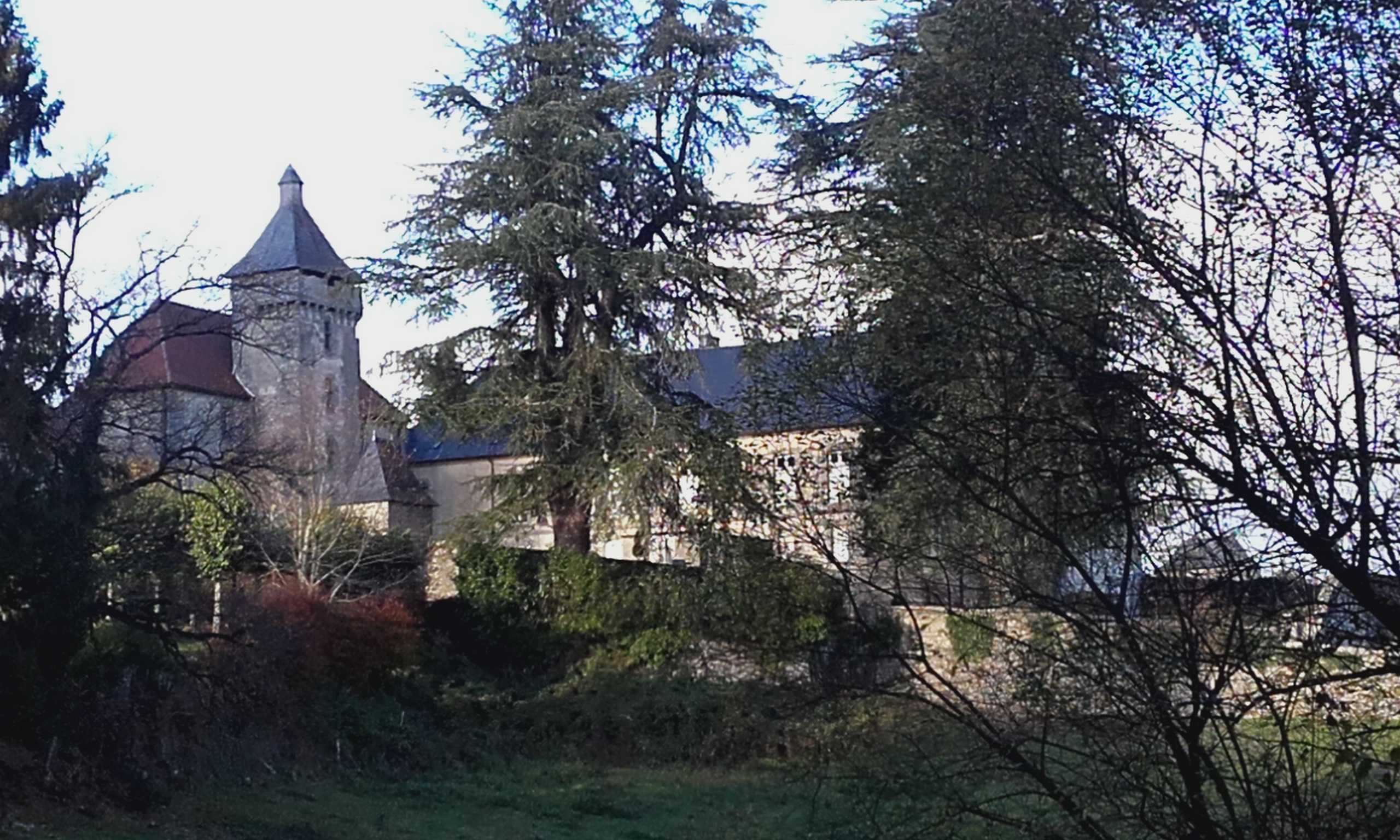

Le porche du château et la salle au deuxième étage du corps de logis font l'objet d'un classement au titre des monuments historiques par arrêté du 18 novembre 1986. 
Les façades et toitures du logis datant du XVe siècle, du bâtiment du XVIIIe siècle et de la tour isolée, ainsi que la porte charretière à côté du logis, font l’objet d'une inscription au titre des monuments historiques par arrêté du 18 novembre 1986.